# Charles Lyon (6e comte de Strathmore et Kinghorne)
Charles Lyon, 6e comte de Strathmore et Kinghorne (vers 1699 - 11 mai 1728), est un pair et un noble écossais. Il est le fils de John Lyon (4e comte de Strathmore et Kinghorne). Sa date de naissance exacte est inconnue, mais il est baptisé le 12 juillet 1699. 
Bien que son frère John Lyon, 5e comte de Strathmore et Kinghorne, manifeste les sympathies royalistes de la famille lorsqu'il rejoint la cause jacobite (et est tué à la bataille de Sheriffmuir en 1715), Charles, le 6e comte n'est pas directement impliqué dans la rébellion, mais le vieux prétendant (James) visite ses deux sièges familiaux. 
Le 25 juillet 1725, il épouse Lady Susan Cochrane (décédée le 23 juin 1754), fille de John Cochrane, 4e comte de Dundonald. 
Le comte Charles est tué dans une bagarre à Forfar par Carnegie de Finhaven, en mai 1728, et ne laisse aucun héritier. 

## La mort du comte
Le 9 mai 1728, M. Carnegie de Lour, résidant dans la ville de Forfar, enterrait sa fille. Avant les funérailles, il a invité le comte de Strathmore, son propre frère, James Carnegie, de Finhaven, M. Lyon, de Bridgeton, et quelques autres, à dîner chez lui. Après les funérailles, ces messieurs se sont rendus à une taverne et ont bu beaucoup. Carnegie de Finhaven s'est extrêmement saoulé. Lyon de Bridgeton n'était pas tellement ivre, mais la boisson le rendait « impoli »  envers Finhaven. 
Après quoi, le comte de Strathmore se rendit chez la sœur de M. Carnegie, Lady Auchterhouse, et les autres suivirent. La présence d'une dame (même une dame belle-sœur veuve) n'a pas permis à Bridgeton de se conduire discrètement. Il a poursuivi son «impolitesse turbulente» envers Finhaven et a même fait preuve d’impolitesse envers la dame elle-même. 
Vers le crépuscule, le groupe partit dans la rue et Bridgeton poussa Carnegie de Finhaven dans un « chenil profond et sale » (fossé) qui le recouvrait presque de la « fange ». Encouragé par l'action de Bridgeton, Carnegie de Finhaven se leva et, tirant son épée, courut jusqu'à Bridgeton avec un « dessein mortel ». Le comte, le voyant avancer, repoussa Bridgeton mais reçut malheusement la fente complète au milieu de son propre corps. Le comte est mort quarante-neuf heures après l'incident. 
Carnegie de Finhaven est jugé pour meurtre dans le cadre d'un procès célèbre qui établit le verdict de « non-culpabilité » (en plus de « prouvé » et « non prouvé »).  En droit écossais, le droit des jurés écossais est de juger l'ensemble de l'affaire et pas seulement les faits connus sous le nom de « nullité du jury ». 